# Piscia di Gallo
La  Piscia di Gallo (en corse Piscia di u Ghjàddicu, littéralement « cascade du sapin ») est située aux confins du Freto et de l'Alta Rocca, au fond de la vallée de l'Oso, sur la commune de San-Gavino-di-Carbini, en Corse.

## Toponymie
Contrairement à l'usage répandu et à ce que laisse penser le toponyme de l'IGN, Piscia di Gallo ne provient pas du corse Piscia di Ghjaddu (« pisse de coq ») mais Piscia di u Ghjàddicu (« cascade du sapin »).

## Localisation
La cascade est située dans le massif de l'Ospedale. Le ruisseau de Petra Piana, branche-mère de Oso, renforcé par le ruisseau de Palavesani issu du lac de barrage de l'Ospedale, traverse un chaos rocheux pendant 300 m après cette confluence puis chute de 80 m le long d'une paroi rocheuse.

## Accès

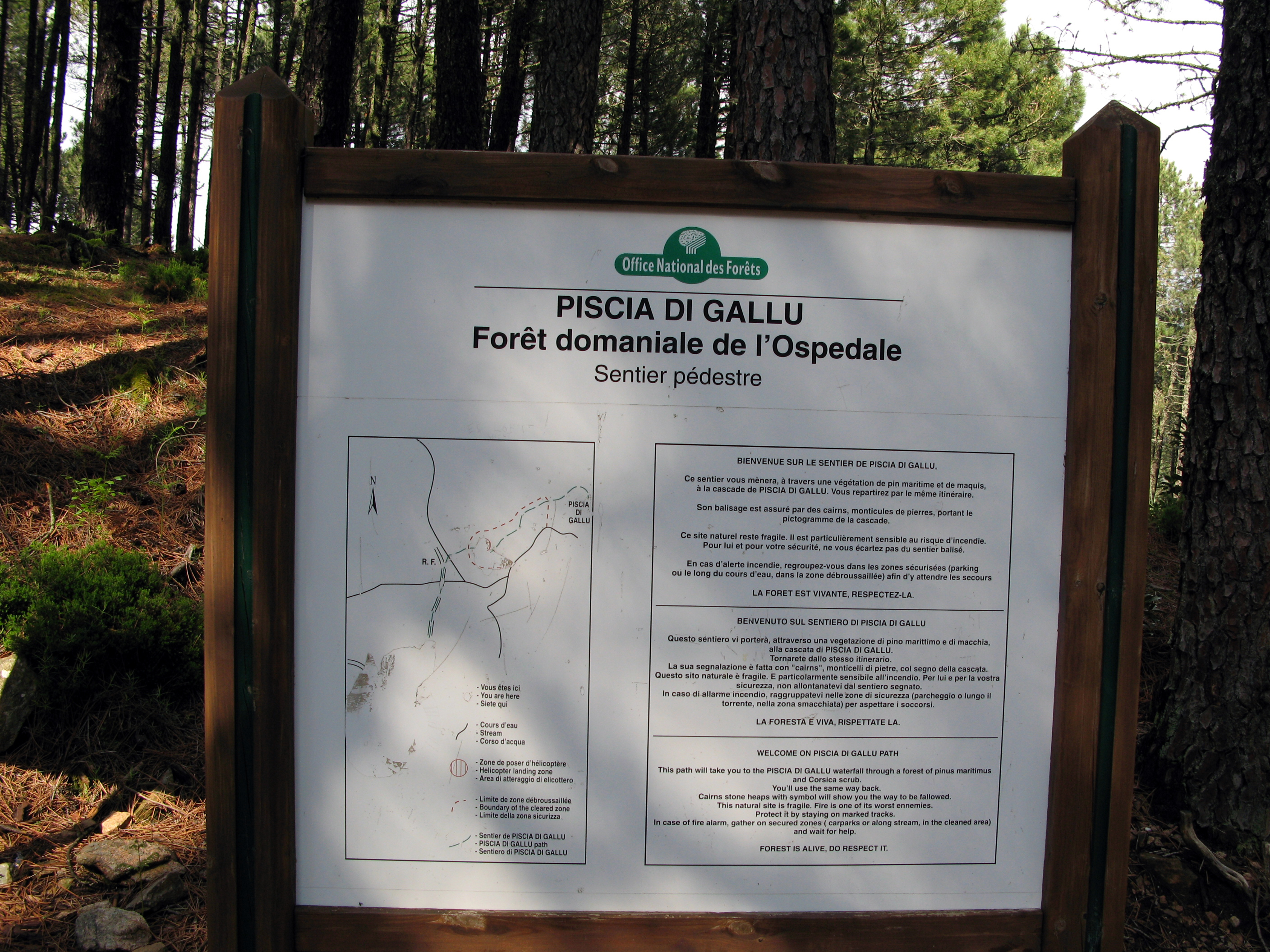
Panneau de lOffice national des forêts rédigé en français, italien et anglais

L'accès se fait par un sentier depuis un parking installé à trois kilomètres du lac de l'Ospedale. Ce sentier franchit un gué, à quelques centaines de mètres du parking, avant de déboucher dans un paysage dégagé pour surplomber le torrent qui alimente la chute, un peu plus loin.
La chute d'eau est assez spectaculaire puisqu'elle a une hauteur de 60 mètres. Atteindre les quelques points permettant, par le haut, une vue de la cascade ne présente aucune difficulté, d'autant qu'on bénéficie d'un balisage. Il n'en est pas de même pour en découvrir le pied : le bas de la cascade a été aménagé et balisé, en effet on peut trouver des points d'ancrages dans la roche avec des câbles permettant de se tenir. La descente est raide mais si l'on reste dans la partie balisée, aucune difficulté n'est à prévoir.
Par contre la partie la plus basse du chemin n'a pas été équipée et un panneau signale la fin de la zone protégée, en indiquant qu'à compter de cette limite la responsabilité des visiteurs est engagée.
Passé cette limite le sol est glissant et humide. Il faut faire attention, mais y descendre pour faire quelques photos reste possible.

## Galerie d'images

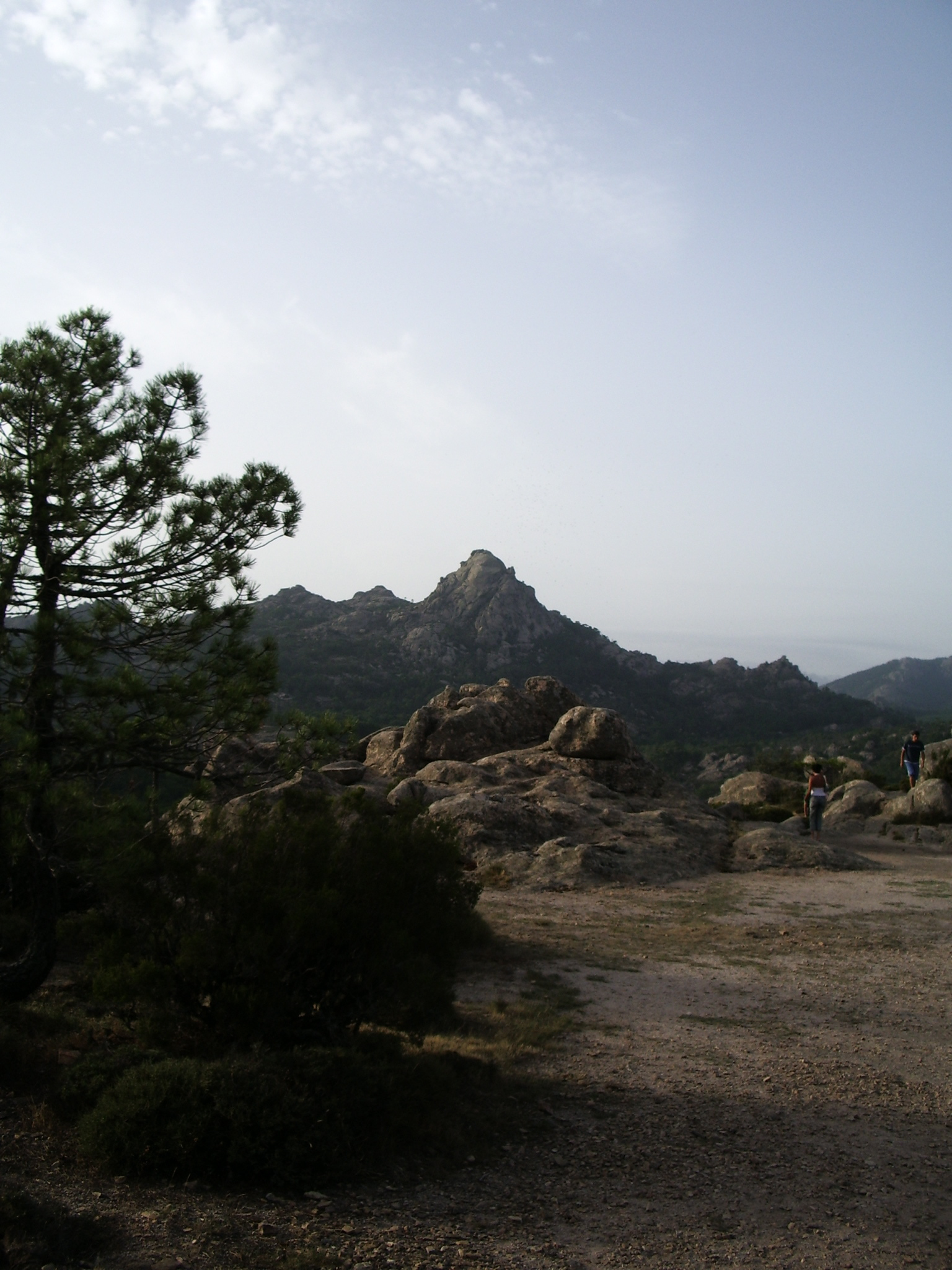
Accès par le haut. Cascade très en contrebas à droite
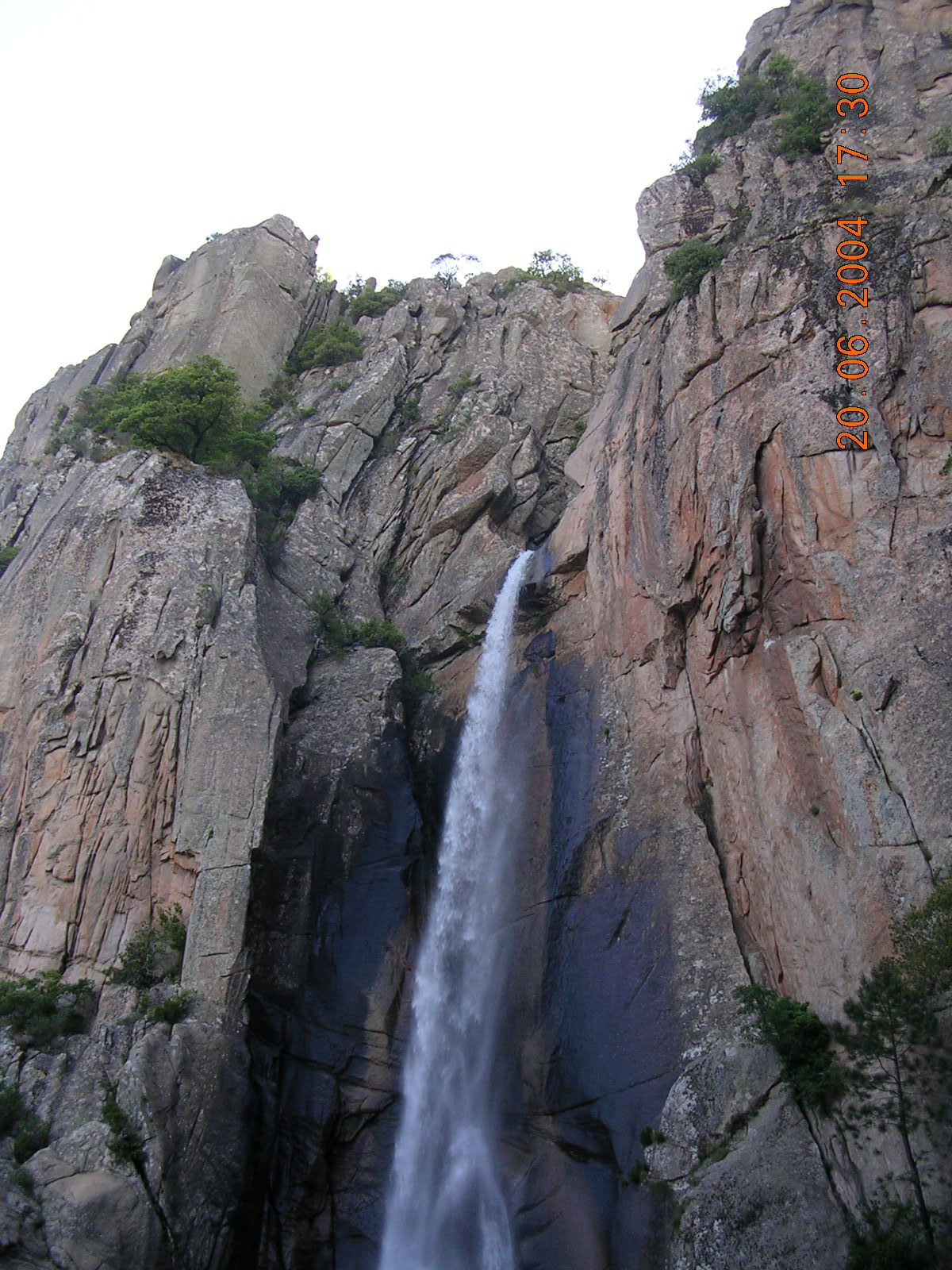
Cascade dite "du sapin" (ou de façon erronée "du coq")
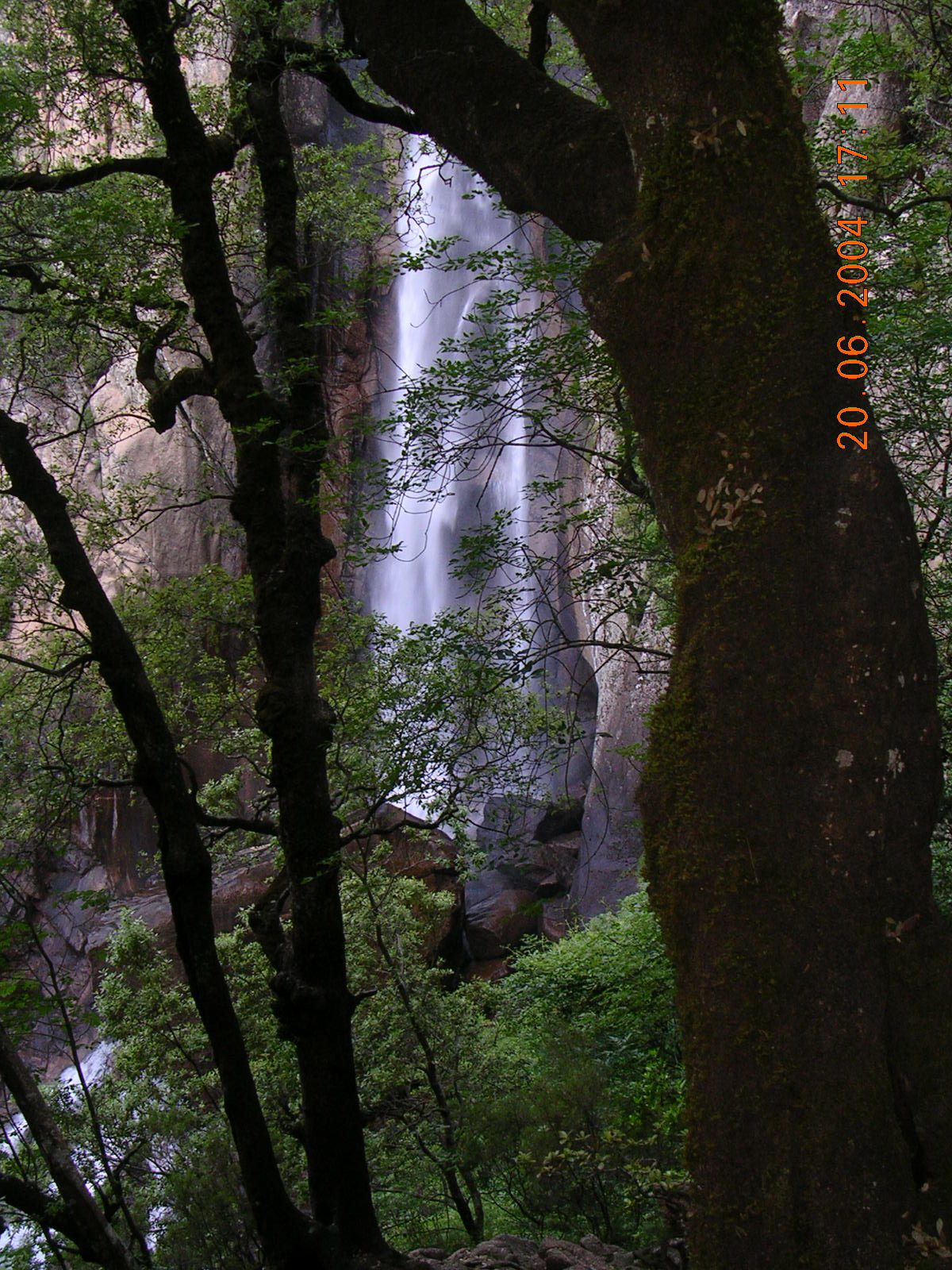
Descente raide entre arbres et rochers, face à la chute

Comme dans bien d'autres endroits en Corse, le site présente des rochers aux formes étranges, certains faisant penser à des représentations humaines ou animales.

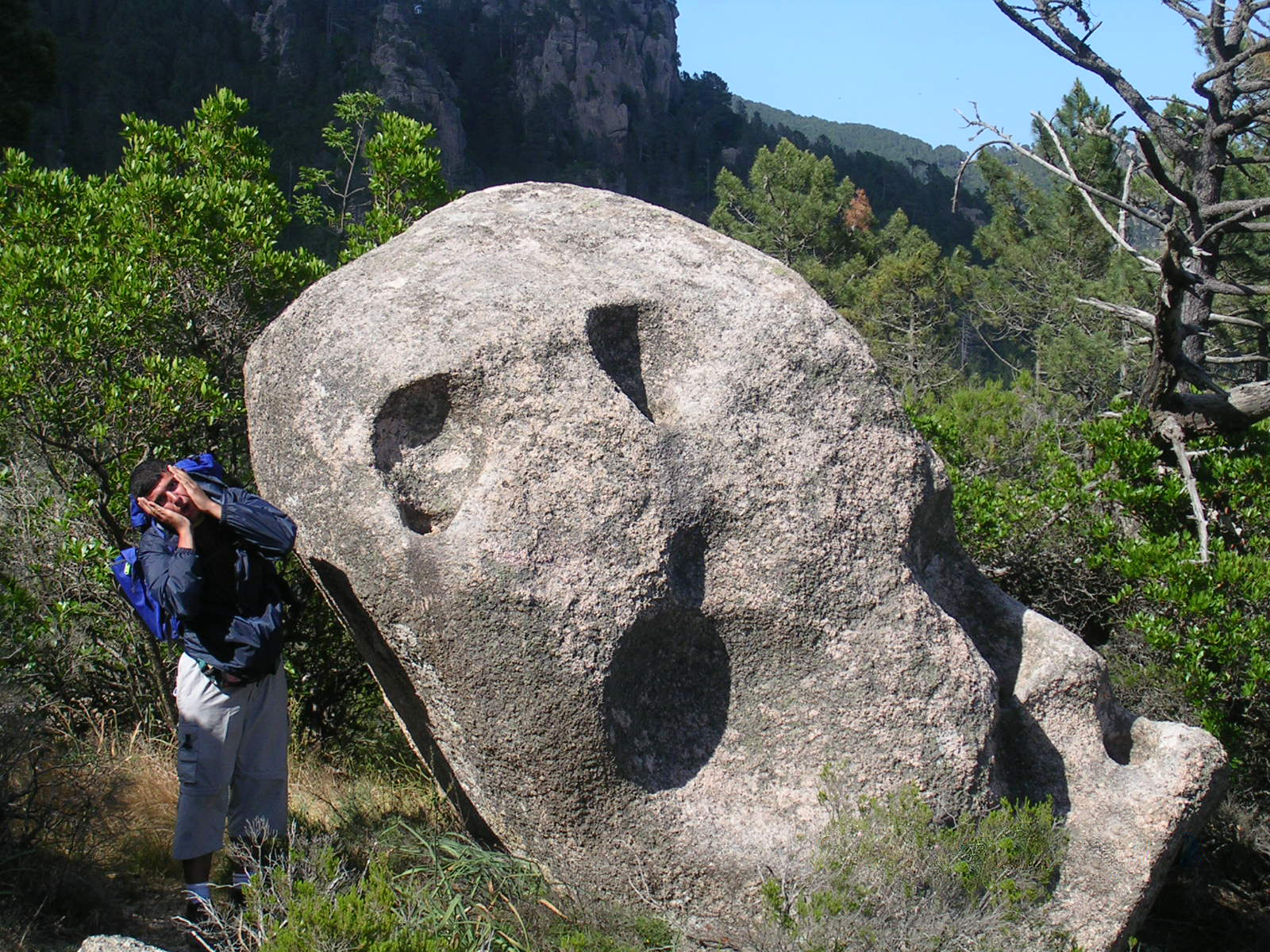
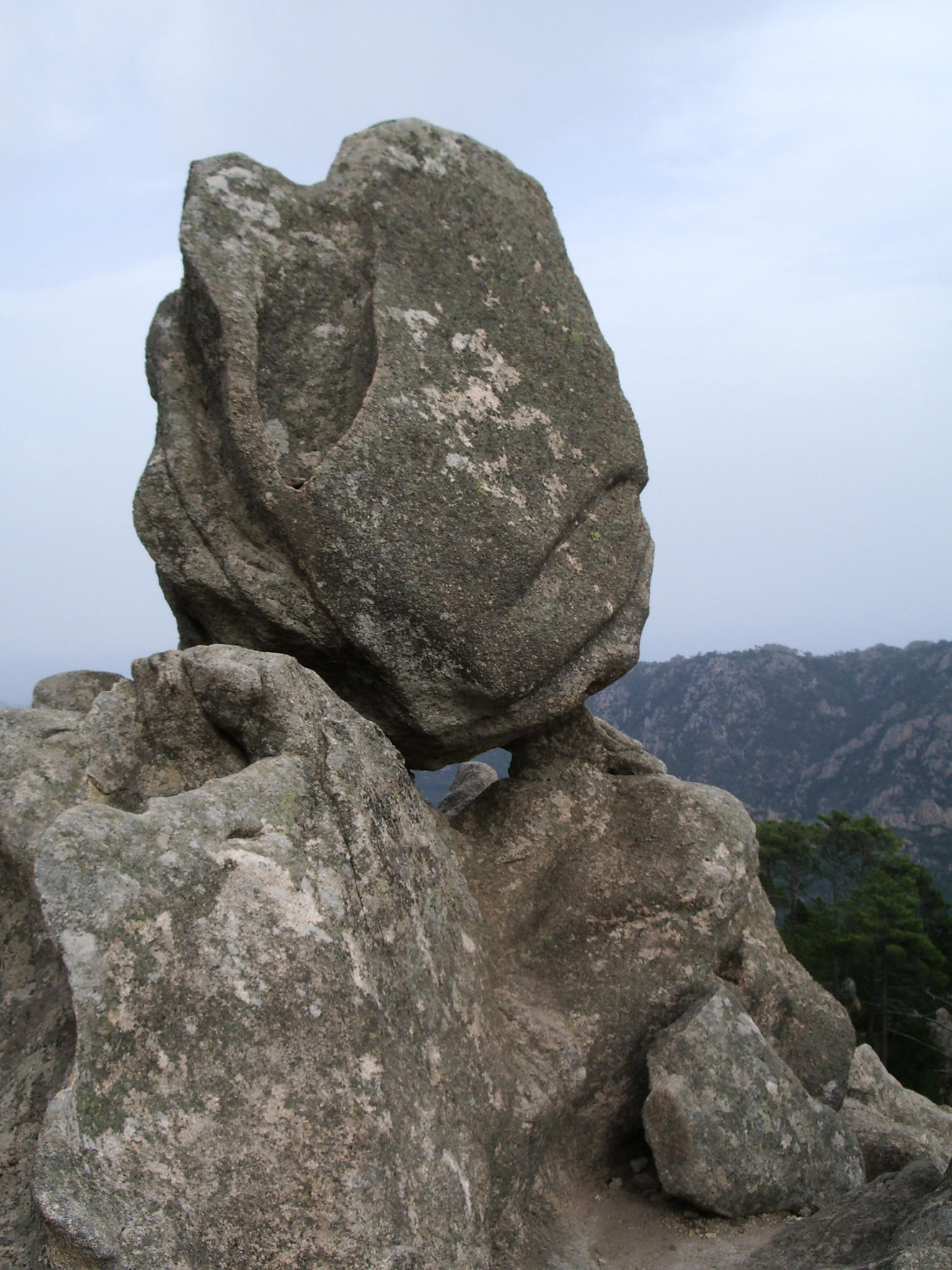
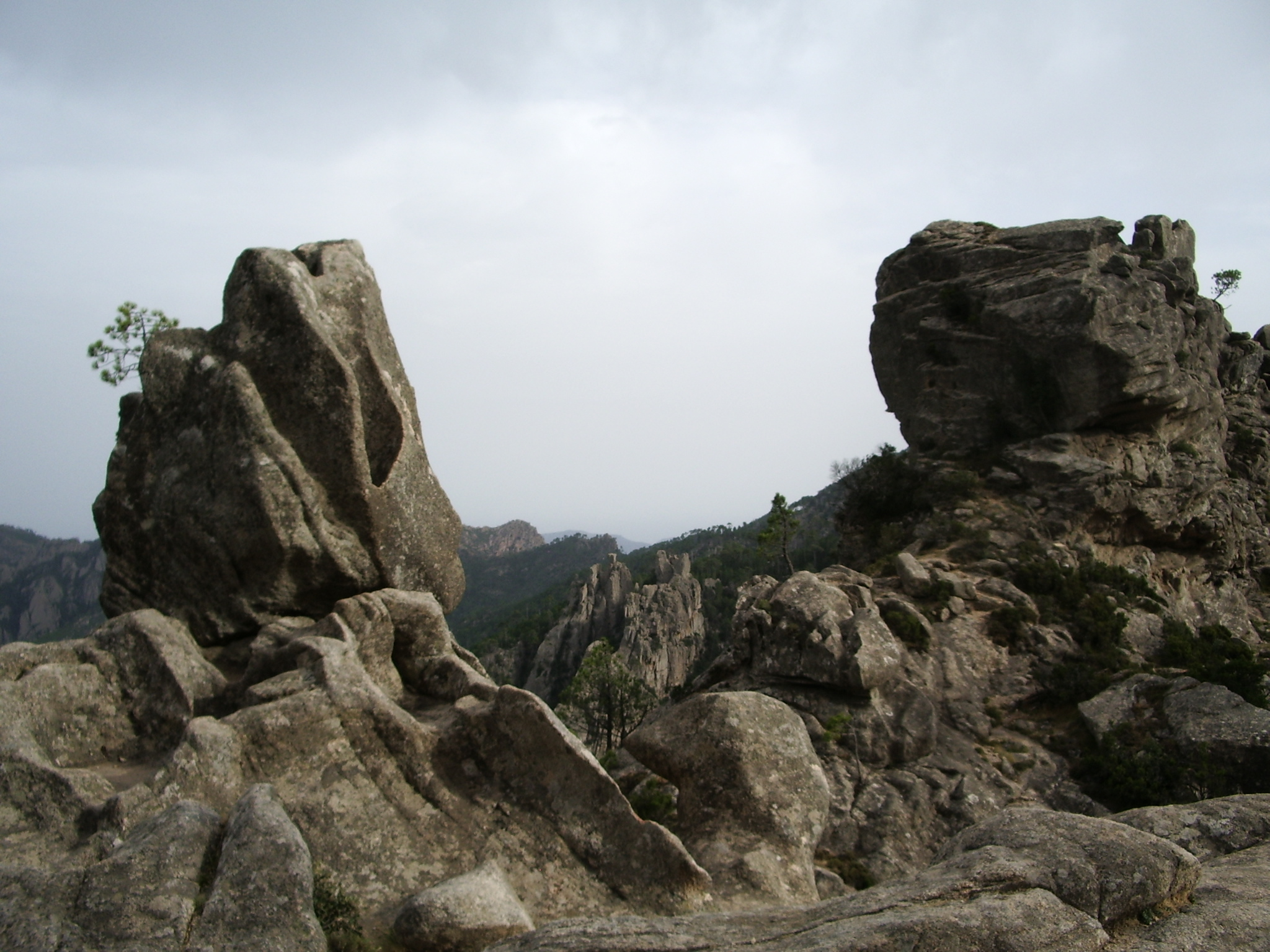